# Kustrup
Kustrup er en landsby på Vestfyn med omkring 150 indbyggere, beliggende 4 km vest for Båring og 8 km øst for Middelfart. Landsbyen hører til Middelfart Kommune og ligger i Region Syddanmark.
Kustrup hører til Vejlby Sogn, og Vejlby Kirke ligger i Vejlby 3 km vest for Kustrup. Kustrup ligger et par kilometer fra Båring Vig med sommerhusområdet Vejlby Fed, feriekoloni og campingplads.

## Historie

### Fælleshåb
I Kustrup opførtes i 1868 fattiggården Fælleshåb, en to-etages bygning med plads til 80 fattiglemmer fra Vejlby og Asperup-Roerslev sogne. Fattiggården blev senere "pigehjem" og er nu døgninstitution med boligenheder for fysisk og psykisk handicappede. Hovedbygningen har stor bevaringsværdi.

### Jernbanen
Kustrup havde station på Nordvestfyenske Jernbane (1911-66). Stationsbygningen er bevaret på Vandmøllevej 9. Et lille stykke banedæmning er bevaret mellem Vandmøllevej og landevejen Middelfart-Bogense.